# John Lawrence (2e baron Lawrence)
John Hamilton Lawrence, 2e baron Lawrence (1er octobre 1846 - 22 août 1913) est un pair britannique et homme politique conservateur.

## Biographie
Lawrence est le fils de John Laird Lawrence, 1er baron Lawrence, vice-roi des Indes, et de Harriett Katherine Hamilton. Henry Montgomery Lawrence et George St Patrick Lawrence (en) sont ses oncles. Il succède à son père en tant que second baron Lawrence en 1879 et prend place sur les bancs conservateurs de la Chambre des lords. En 1895, il est nommé Lord-in-waiting (whip du gouvernement à la Chambre des Lords) dans l'administration conservatrice de Lord Salisbury, poste qu'il occupe jusqu'en 1905, les trois dernières années sous la direction d'Arthur Balfour.
Lord Lawrence épouse Mary Caroline, fille unique de Richard Campbell, en 1872. Il meurt en août 1913, à l'âge de 66 ans, et est remplacé dans ses titres par son fils Alexandre. Lady Lawrence est décédée en 1938.